# Ведерникова, Наталия Николаевна
Ната́лия Никола́евна Веде́рникова (урождённая Гуре́ева; 1937, Москва — 23 января 2022, Москва) — советская и российская пианистка, органистка, заведующая кафедрой органа и клавесина Московской консерватории (1995—2022), профессор (1995). Заслуженная артистка Российской Федерации (1993). Заслуженный деятель искусств Российской Федерации (2005). Жена Александра Филипповича Ведерникова.

## Биография
Наталия Гуреева родилась 13.02.1936 года в Москве в семье инженера. С семи лет начала заниматься на фортепиано в Детской музыкальной школе имени Н. Я. Мясковского.
С 1952 по 1956 год проходила обучение в Академическом музыкальном училище при Московской консерватории (класс Алексея Александровича Николаева). В 1962 году окончила Московскую государственную консерваторию имени П. И. Чайковского по специальностям «фортепиано» и «орган» (класс Леонида Исааковича Ройзмана) и в том же году стала работать в этом же вузе как ассистент Л. И. Ройзмана. В 1968 году Наталия Ведерникова получила самостоятельный органный класс.
С 1962 по 2001 год преподавала концертмейстерское мастерство у пианистов, с 1995 года — профессор. Во время преобразования органного класса в кафедру органа и клавесина при фортепианном факультете консерватории (1995) была назначена на должность заведующей кафедрой.
Воспитала ряд ярких органистов-исполнителей, среди которых народный артист России Б. Л. Романов, лауреаты всероссийских и международных конкурсов Д. Дианов, С. Черепанов, а также Л. Карев, В. Масленникова, В. Муртазин, Ф. Строганов, О. Фадеева, М. Чебуркина и другие.
Выступала как с сольными программами, так и в ансамбле. Её концерты проходили во многих городах России, странах СНГ и за рубежом — в Великобритании, Германии, Нидерландах, Польше, Финляндии, Франции, Чехословакии, бывшей Югославии, Италии (концертная деятельность Н. Н. Ведерниковой началась в 1961 году).
В репертуаре органистки являлись сочинения таких композиторов как В. Любек, Дитрих Букстехуде, Франсуа Куперен, Иоганн Себастьян Бах, Генри Пёрселл, Джироламо Фрескобальди, Антонио Вивальди, Роберт Шуман, Ференц Лист, Макс Регер, Ян Сибелиус, Камиль Сен-Санс, Венсан Д’Энди, Сезар Франк, Дмитрий Дмитриевич Шостакович, Пауль Хиндемит, Оливье Мессиан, Арво Августович Пярт, София Асгатовна Губайдулина, Валерий Григорьевич Кикта, Роман Семёнович Леденёв и другие. Записала более 10 грампластинок и компакт-дисков как с сольными, так и с ансамблевыми программами.
В 1993 году Наталии Николаевне Ведерниковой было присвоено звание Заслуженной артистки Российской Федерации, в 2005 году — звание Заслуженного деятеля искусств Российской Федерации.
Состояла членом жюри Международных органных конкурсов (в 1999, 2001, 2002, 2003, 2005 годах — председатель жюри). Выступила рецензентом на работу Т. А. Зенаишвили «Работа над регистровкой и артикуляцией в органных сочинениях Иоганна Пахельбеля» (2008).
Часто выступала на концертах с мужем — певцом, солистом Большого театра Александром Филипповичем Ведерниковым. Сыновья — Александр (1964—2020), дирижёр, заслуженный деятель искусств РФ (2007); Борис (род. 1967), художник.
Скончалась 24 января 2022 года.